# Сиемреап

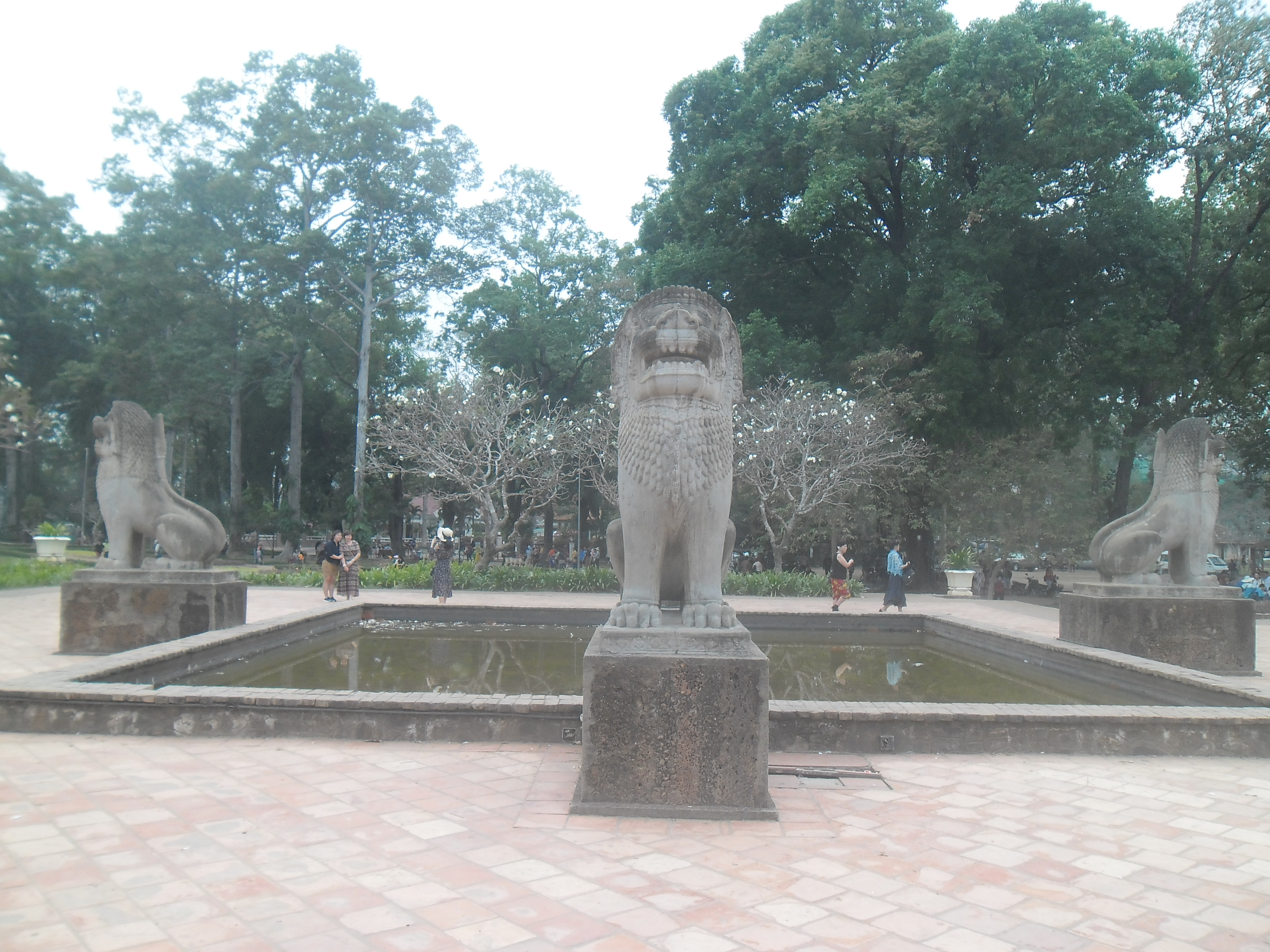
Аэропорт в Сиемреапе

Сиемреа́п (кхмер. ខេត្តសៀមរាប) — провинция (кхет) на Северо-Западе Камбоджи.
Площадь — 10 299 км². Административный центр — Сиемреап. Буквальный перевод названия — «Поверженный сиам».

## География
Провинция расположена на равнине, ограниченной с юга озером Тонлесап. Самым значительным возвышением является лесистое плато Кулен в северо-восточной части, с высотами около 400 м.

## История
История провинции Сиемреап непосредственно связана с Кхмерской империей.
В 802 году правитель Джаяварман II на плато Кулен провозгласил себя девараджей, королём-богом. Эта дата считается датой основания Кхмерской империи.
На территории провинции находились несколько древних столиц империи — Махендрапура (на плато Кулен), Харихаралайя (ныне городок Ролуох) и Священный город Ангкор, развалины которого находятся в нескольких километрах к северу от современного города Сиемреап.
Один из крупнейших центров международного туризма. По данным Land Mine Museum на 2010 год под Сиемреапом в Камбодже всё ещё находится от 3 до 6 млн активных мин, оставшихся после Гражданской войны.
Здесь находится также один из региональных центров Французского института Дальнего Востока

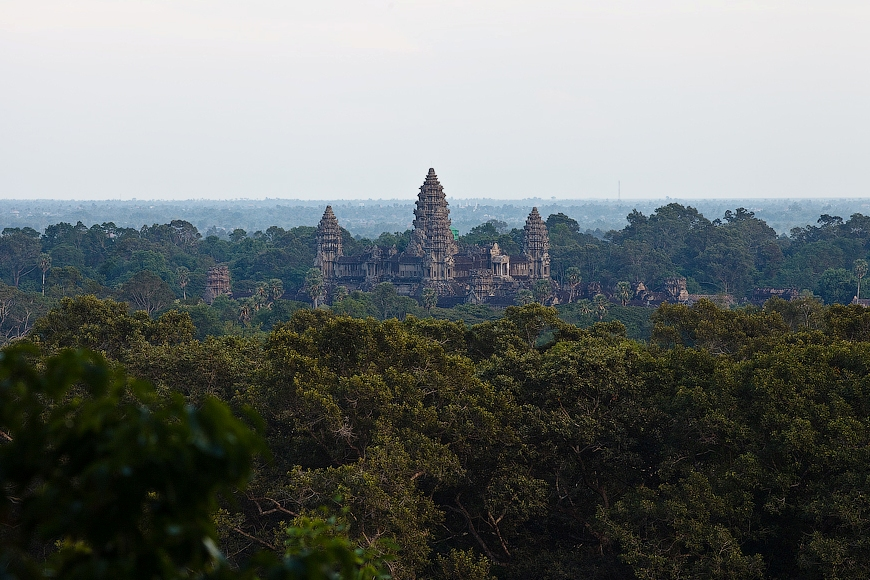
Вид на Ангкор Ват в окрестностях Сиемреапа

## Административное деление
Провинция состоит из 12 округов (срок), 100 коммун (кхум) и 907 деревень (пхум).
| Код  | Рус.          | Кхмерск. |  |
| ---- | ------------- | -------- |  |
| 1701 | Ангкор Чум    | អង្គរជុំ    |  |
| 1702 | Ангкор Тхом   | អង្គរធំ    |  |
| 1703 | Бантеай Срей  | បន្ទាយស្រី   |  |
| 1704 | Тьи Краенг    | ជីក្រែង     |  |
| 1706 | Кралань       | ក្រលាញ់     |  |
| 1707 | Пуок          | ពួក       |  |
| 1709 | Прасат Баконг | ប្រាសាទបាគង  |  |
| 1710 | Сиемреап      | សៀមរាប     |  |
| 1711 | Соут Ником    | សូត្រនិគម   |  |
| 1712 | Срей Снам     | ស្រីស្នំ     |  |
| 1713 | Свай Лы       | ស្វាយលើ     |  |
| 1714 | Варин         | វារីន      |  |

## Транспорт
Через провинцию проходит Национальное шоссе № 6, расстояние до Пномпеня — 314 км, до Сисопхона — 106 км. Недавно реконструированное шоссе № 67 соединяет Сиемреап с Анлонгвэнгом (провинция Оддармеантьей), расстояние — 125 км.
В административном центре провинции городе Сиемреап находится международный аэропорт.
По озеру Тонлесап имеется водное сообщение с Пномпенем и Баттамбангом.